# Taixi
Die Taixi-Stätte (chinesisch 台西遗址, Pinyin Táixī yízhǐ, englisch Site of Taixi/Taixi Site) ist eine nach dem Dorf Taixi (Taixi cun) benannte archäologische Stätte aus der mittleren und späten Shang-Zeit in Gaocheng (藁城), Provinz Hebei, Volksrepublik China. Sie wird auf ca. 1300 v. Chr. (± 100 Jahre) datiert.
Die Gefäßfunde aus der Stätte liefern wichtige Aufschlüsse über die frühe Herstellung alkoholischer Getränke. In 8,5 kg schweren Rückständen in einem großen Gefäß des Typs weng wurden Hefespuren entdeckt, wahrscheinlich der Bodensatz eines fermentierten Getränks. Auch andere Gefäße wurden für verschiedene Prozesse der Herstellung alkoholischer Getränke verwendet.
Wegen der Bedeutung dieser Funde für die Geschichte der Herstellung von Alkoholika mittels Hefekulturen wird die Stätte auch Taixi niangjiu zuofang yizhi (台西酿酒作坊遗址 – „Stätte der Alkoholikaherstellung von Taixi“) genannt.
Seit 2006 steht sie auf der Liste der Denkmäler der Volksrepublik China in Hebei (Beschluss 6-8).